# 尹炳漢
尹 炳漢（ユン・ビョンハン、朝鮮語: 윤병한/尹炳漢、1917年12月10日 - 2000年4月5日）は、大韓民国の実業家、政治家。第5代韓国国会議員。
本貫は漆原尹氏。号は曙東（ソドン、서동）。

## 経歴
日本統治時代の慶尚南道の巨済島（現・巨済市河清面）出身。日本大学法学部卒。1960年の第5代総選挙では民主党の公認で巨済郡選挙区から立候補し、他の11人の候補者を抑えて初当選した。1992年、75歳の尹は第14代総選挙に同じ選挙区から5回目の出馬をしたが、当選は第5代のたった1回であった。また、長春韓国僑民青年団長、大韓青年団新馬山特別団副団長、産業日報社主幹・副社長、ミョンドク愛育園長、チャンソン青果株式会社社長、イリャン産業株式会社専務、ハニャン商事社長、用達業協会長などを務めた。
2000年に持病により死去。享年84。